# Сіткі (Мазовецьке воєводство)
Сіткі (пол. Sitki) — село в Польщі, у гміні Клембув Воломінського повіту Мазовецького воєводства.
Населення — 219 осіб (2011).
У 1975-1998 роках село належало до Остроленцького воєводства.

## Демографія
Демографічна структура станом на 31 березня 2011 року:
|          | Загалом | Допрацездатний вік | Працездатний вік | Постпрацездатний вік |
| -------- | ------- | ------------------ | ---------------- | -------------------- |
| Чоловіки | 99      | 21                 | 68               | 10                   |
| Жінки    | 120     | 23                 | 69               | 28                   |
| Разом    | 219     | 44                 | 137              | 38                   |